# Vidnávka
Vidnávka nebo též Vidnavka (německy Weidenauer Wasser, polsky Widna) je pravostranný přítok Kladské Nisy v okrese Jeseník v Olomouckém kraji. V Polsku protéká na území Opolského vojvodství. Celková délka toku činí 32 km. Z této délky připadá 25,5 km na území Česka. Plocha povodí na území ČR měří 159,3 km².

## Průběh toku
Pramen Vidnávky se nachází v Rychlebských horách mezi třemi vrchy, které se nazývají Medvědí kámen, Na radosti a Studniční vrch, v nadmořské výšce 880 m. Nejprve její tok směřuje k jihu až jihozápadu. Tento směr řeka záhy mění a postupně se velkým obloukem stáčí na sever k Vápenné, kterou protéká. Dále proudí k Žulové, kde přijímá zleva Stříbrný potok. Odtud dále pokračuje stále severním směrem k obci Kobylá nad Vidnavkou, kde ji posiluje zleva Skorošický potok, a obci Velká Kraš, kde se stáčí na východ až severovýchod k městu Vidnava. V tomto úseku přibírá zprava Černý potok, který je jejím největším přítokem. Pod Vidnavou opouští území ČR a vtéká na území Polska. Po zhruba 7 km se vlévá do Kladské Nisy (Niská přehrada) v nadmořské výšce 198 m.

### Větší přítoky
- levé – Obloučník, Polka, Stříbrný potok, Skorošický potok
- pravé – Vápenský potok, Černý potok, Luže

## Vodní režim
Průměrný průtok ve Vidnavě činí 1,62 m³/s.
Hlásný profil:
| místo   | říční km | plocha povodí | průměrný průtok (Qa) | stoletá voda (Q100) |
| ------- | -------- | ------------- | -------------------- | ------------------- |
| Vidnava | 2,09     | 154,24 km²    | 1,62 m³/s            | 196,0 m³/s          |

## Povodně
V roce 2024 zasáhl Jeseníky déšť v podobě tlakové níže Boris, a řekou, která má průměrný průtok 1,62 m³/s, protékala podle webu Povodí Odry stoletá voda s průtokem téměř 200 m³/s. Tím byly překonány i povodně z roku 1997, kdy řekou protékalo "jen" 156 m³/s.